# لندگراف

نشان یک لندگراف

لندگراف (آلمانی: Landgraf) یک عنوان اشرافی بود که در امپراتوری مقدس روم و بعداً در قلمروهای پیشین آن استفاده می‌شد. عناوین آلمانی لندگراف، مارگراف و کنت پالاتین، تقریباً در یک رتبه هستند، اما پایین‌تر از هرتسوگ (دوک) و بالاتر از گراف (کنت).